# Mỹ Sơn
Il complesso monumentale di Mỹ Sơn si trova nella provincia di Quảng Nam, a circa 70 km dalla città di Đà Nẵng, nel Viêt Nam centrale, e a circa 10 km dalla storica capitale Champa di Trà Kiệuè. un gruppo di templi indù Shaiva abbandonati, costruiti tra il IV e il XIII secolo dai re di Champa, un regno indianizzato del popolo Cham. I templi sono dedicati alla venerazione di Dio in conformità con lo Shivaismo, in cui Dio è chiamato Shiva, o Il Propizio. In questo particolare complesso, è venerato con vari nomi locali, il più importante dei quali è Bhadreshvara.
I templi si trovano in una valle larga circa due chilometri circondata da due catene montuose. Fino al XIII secolo d.C., la valle di Mỹ Sơn fu un luogo di cerimonie religiose per i re delle dinastie regnanti di Champa ed un luogo di sepoltura per i reali Cham e gli eroi nazionali. Era strettamente associata alle vicine città Cham di Indrapura (Đồng Dương) e Simhapura (Trà Kiệu). Un tempo, il sito comprendeva oltre 70 templi e numerose stele recanti iscrizioni storicamente importanti in sanscrito e cham.
Mỹ Sơn è forse il sito archeologico abitato più a lungo nel sud-est asiatico continentale, ma la maggior parte della sua architettura è stata distrutta dai bombardamenti statunitensi durante una sola settimana della guerra del Vietnam. Viene spesso paragonato ad altri complessi di templi storici del sud-est asiatico, come Borobudur di Giava in Indonesia, Angkor Wat in Cambogia, Wat Phou in Laos, Bagan in Myanmar e Prasat Hin Phimai in Thailandia. 
Dal 1999, Mỹ Sơn è stato riconosciuto dall'UNESCO come Patrimonio dell'Umanità. Nella sua 23ª riunione, l'UNESCO ha accordato a Mỹ Sơn questo riconoscimento in base al suo criterio C (II), come esempio di evoluzione e cambiamento nella cultura, e in base al suo criterio C (III), come prova di una civiltà asiatica ormai estinta.

## Storia
La traccia più antica di monumenti di culto a Mỹ Sơn è la stele con iscrizione del IV secolo, in cui il re Bhadravarman annuncia la fondazione di un tempio dedicato a Shiva Bhadreshvara. Questa fondazione ha un particolare rilievo storico, in quanto il complesso religioso di Mỹ Sơn era il principale luogo di culto dei sovrani del regno Champa, nonché il luogo dove venivano cremati dopo la loro morte.
Della prima fase di esistenza del complesso monumentale non rimane nulla, verosimilmente perché tutte le strutture furono costruite in legno e altri materiali deperibili. Le epigrafi cham parlano di edifici in laterizi solo a partire dal VII secolo.
Degli undici gruppi di monumenti conosciuti, il più antico è il gruppo E, che risale allo VIII secolo. Il complesso cessò di essere utilizzato a scopi cultuali nel XIII secolo.

### Bhadravarman e Bhadreśvara

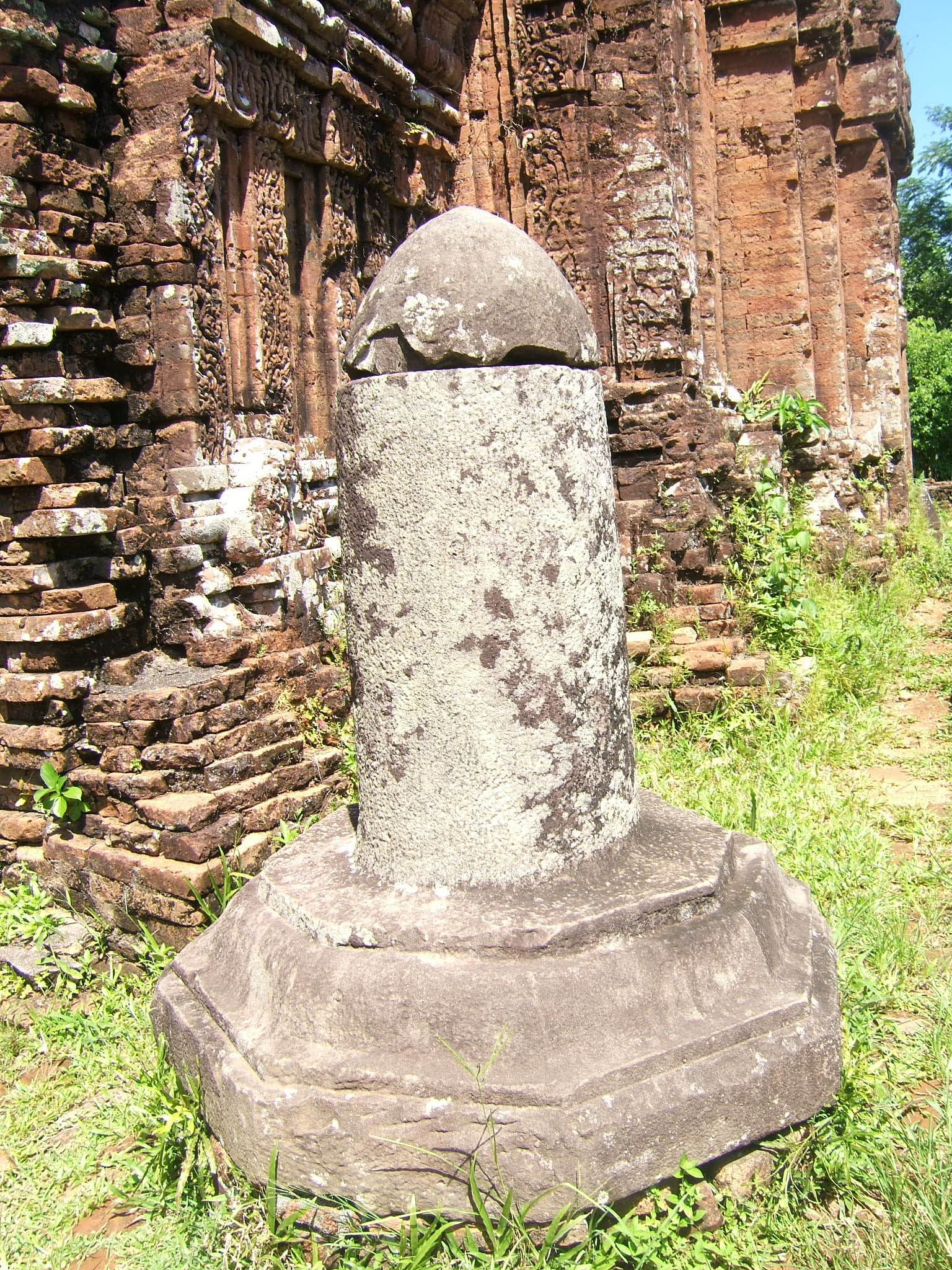
Linga in pietra vicino alla struttura B4, datato al X secolo

I primi eventi storici documentati dalle prove recuperate a Mỹ Sơn si riferiscono all'era del re Bhadravarman I (letteralmente "armatura benedetta" ma che significa anche il fiore di Jasminum sambac; vietnamita: Phạm Hồ Đạt), che regnò dal 380 al 413, e che trascorse l'ultima parte del suo regno conducendo guerre contro la popolazione del Vietnam settentrionale occupato dai cinesi. A Mỹ Sơn, Bhadravarman costruì una sala contenente un lingam per adorare Shiva sotto il nome sanscrito Bhadreśvara ("Signore Benedetto"), un composto creato dal nome stesso del re e dalla parola īśvara ("signore") comunemente usata per riferirsi a Shiva.
Il re Bhadravarman fece erigere una stele a Mỹ Sơn, l'iscrizione su cui riportava la sua fondazione. La stele indica che il re dedicò l'intera valle di Mỹ Sơn a Bhadreśvara. Il testo termina con una supplica di Bhadravarman ai suoi successori: "Per compassione verso di me non distruggete ciò che ho dato". Attingendo alle dottrine del saṃsāra e del karma, aggiunse: "Se distruggi [le mie fondamenta], tutte le tue buone azioni nelle tue diverse nascite saranno mie, e tutte le cattive azioni da me compiute saranno tue. Se, al contrario, manterrai correttamente la dotazione, il merito apparterrà solo a te". Sembra che i successori di Bhadravarman ascoltarono la sua supplica, perché Mỹ Sơn divenne il centro religioso di Champa per molte generazioni.

### Sambhuvarman

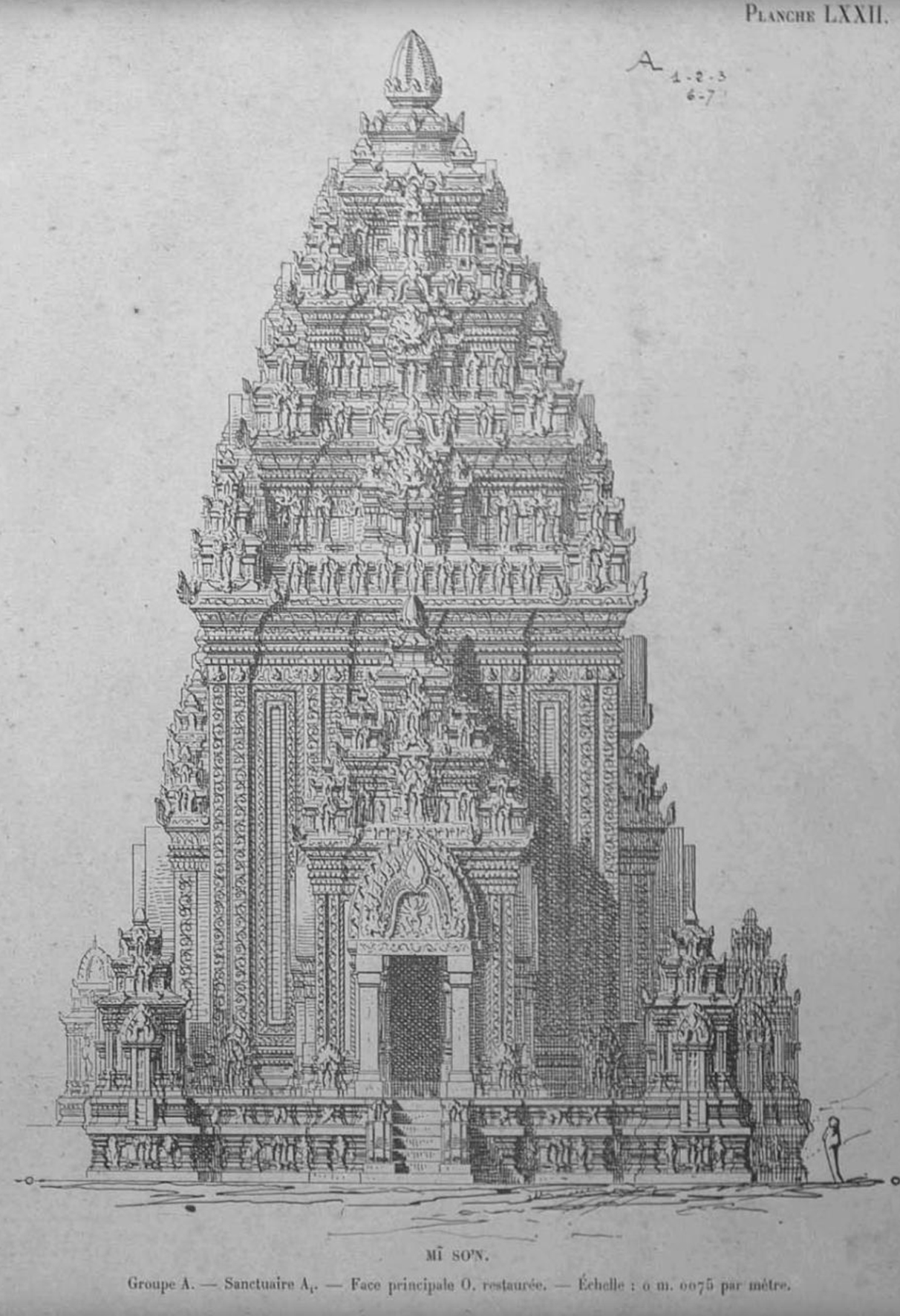
Uno schizzo di prospetto prima della sua distruzione

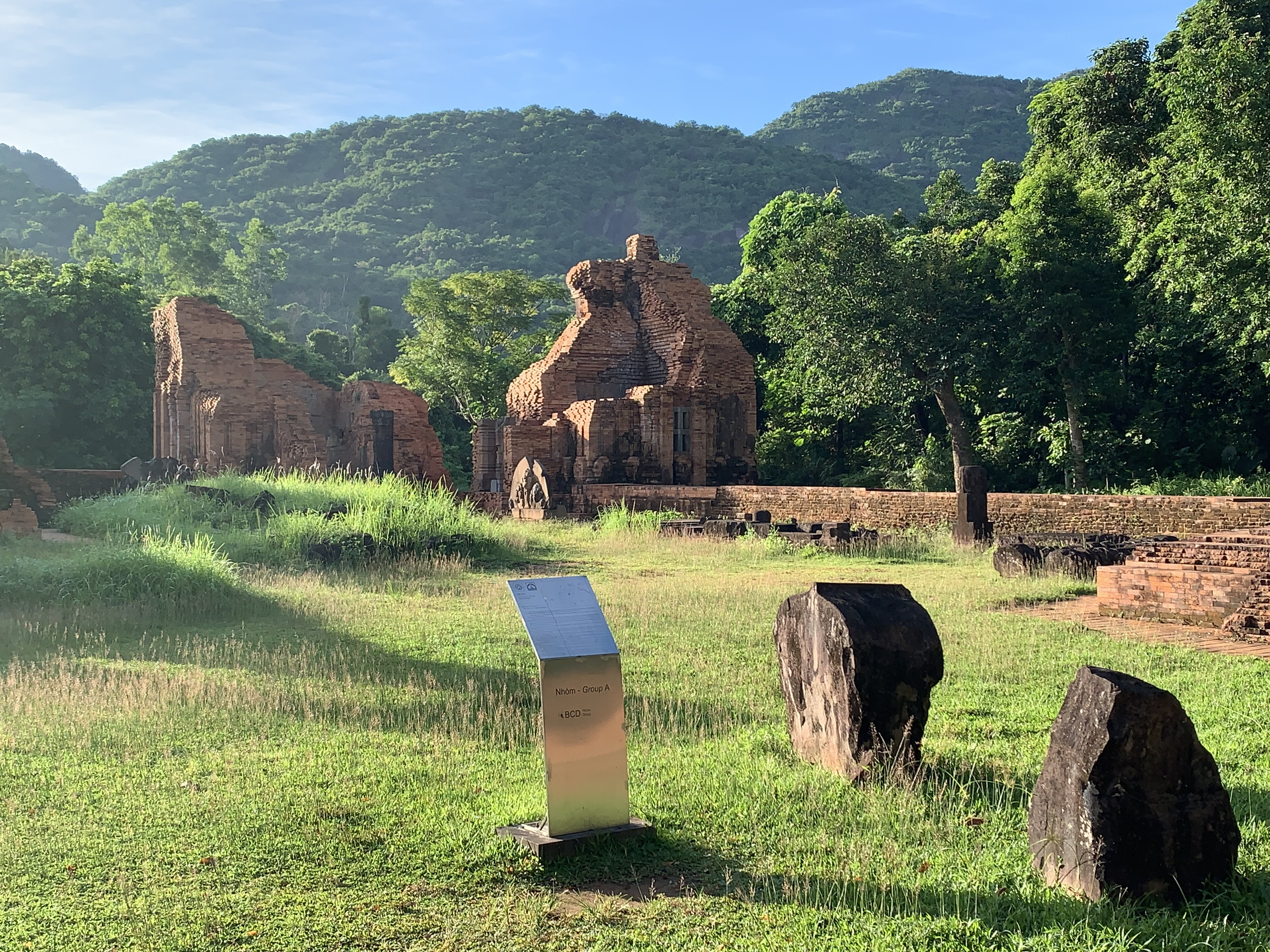
Rovine di strutture del gruppo A a partire dal 2024

I templi originali di Bhadravarman erano composti principalmente da materiali legnosi come tronchi di legno. Sfortunatamente, il complesso del tempio fu consumato da un grande incendio avvenuto nel 535/536 d.C., durante il regno di Rudravarman I (r. 527-572). Nel VII secolo, il re Sambhuvarman (Phạm Phạn Chi in vietnamita, Fan Che come trascritto dal cinese), che regnò dal 572 al 629 e figlio di Rudravarman, ricostruì il tempio, reinstallò il dio sotto il nome di Sambhu-Bhadresvara ed eresse una stele per documentare l'evento. La stele affermava che Sambhu-Bhadresvara era il creatore del mondo e il distruttore del peccato, ed esprimeva il desiderio che egli "causasse felicità nel regno di Champa". La stele applaudiva anche il re stesso, affermando che era "come un sole terrestre che illumina la notte" e che la sua gloria sorgeva "come la luna in una sera d'autunno".

## Descrizione del sito
Il sito è suddiviso in undici gruppi monumentali, ognuno denominato con una lettera.
- Gruppo A - Un tempo il più importante, con il tempio A1 dedicato a Shiva Bhadreshvara, che fu gravemente danneggiato dai bombardamenti durante la guerra del Vietnam. Rimangono solo frammenti, ma è ancora visibile la base del tempio principale.

- Gruppi B–C–D - Rappresentano il cuore spirituale del sito, con templi ben conservati; vi sono decorazioni in mattoni rossi e bassorilievi raffiguranti divinità induiste. Il tempio B5 è uno dei meglio conservati, con una torre centrale e santuari laterali.

- Gruppi E–F - hanno strutture più semplici e danneggiate, ma immerse in una cornice naturale suggestiva. Interessanti per la disposizione spaziale e l'uso di materiali locali.

- Gruppo G - Include torri minori con decorazioni raffinate. Alcuni templi mostrano influenze architettoniche Khmer e indiane. Ai lavori di restauro e conservazione ha preso attivamente parte anche il Politecnico di Milano; il Dipartimento di Ingegneria Strutturale, guidato dalla prof.ssa Luigia Binda, ha partecipato attivamente allo studio dei materiali originali Champa e alle tecniche costruttive. Sono stati analizzati i mattoni e le giunzioni in resina sottilissima, difficili da restaurare con metodi europei. Il team ha contribuito alla definizione di principi di conservazione e intervento compatibili con la cultura locale e gli standard internazionali.[13]

- Gruppi H–L - Sono i meno visitati, anche perché sono in parte nascosti dalla vegetazione. Alcuni templi sono in fase di restauro o conservazione. Offrono un'esperienza più “selvaggia” e autentica, lontana dai percorsi turistici principali.[14]

Per collegare i vari gruppi monumentali è ancora presente la antica strada cerimoniale, percorso usato per processioni rituali.